# Nieszczęścia najszczęśliwszego męża
Nieszczęścia najszczęśliwszego męża – opowiadanie Aleksandra Fredry, wydane w 1832.
Dokładna data powstania utworu nie jest znana. Stanisław Pigoń przypuszczał, że mógł zostać napisany w 1830. Drukiem ukazał się we Lwowie w 1832 wraz z opowiadaniem Dziennik wygnańca (s. 3–82). W 1841 opowiadanie zostało wydane osobno w Krakowie, zaś po raz trzeci wyszło drukiem w 1880 w tomie XII pośmiertnego wydania dzieł Fredry.
Opowiadanie opisuje historię młodego małżeństwa, które po trzech latach miodowego pożycia na wsi wyjeżdża na karnawał do Lwowa, w którym mąż przeżywa różnorakie komiczne przygody.